# 1714
| 1714                   |
| ---------------------- |
| Dødsfald - Fødsler     |
| • Begivenheder • Musik |

| Gregoriansk kalender | 1714 MDCCXIV            |
| Ab urbe condita      | 2467                    |
| Armensk kalender     | 1163 ԹՎ ՌՃԿԳ            |
| Kinesiske kalender   | 4410 – 4411 癸巳 – 甲午 |
| Etiopisk kalender    | 1706 – 1707             |
| Jødisk kalender      | 5474 – 5475             |
| Hindukalendere       |                         |
| - Vikram Samvat      | 1769 – 1770             |
| - Shaka Samvat       | 1636 – 1637             |
| - Kali Yuga          | 4815 – 4816             |
| Iransk kalender      | 1092 – 1093             |
| Islamisk kalender    | 1126 – 1127             |

Konge i Danmark: Frederik 4. 1699-1730 – Danmark i krig: Den store nordiske krig 1700-1721
Se også 1714 (tal)

## Begivenheder
- Den Spanske Arvefølgekrig slutter med fredsaftalen i Rastatt
- 1. august - George Louis af Hannover får titel og navn kong George 1. af Storbritannien ved dronning Annes død
- 20. oktober - Kurfyrsten af Kurfyrstedømmet Hannover krones til konge af Storbritannien og Irland som George 1. af Storbritannien

## Født
- 8. marts Carl Philipp Emanuel Bach, søn af Johann Sebastian Bach, komponist, pianist og cembalospiller.
- 2. juli Christoph Willibald Gluck, tysk komponist.